# Pilosocereus goianus

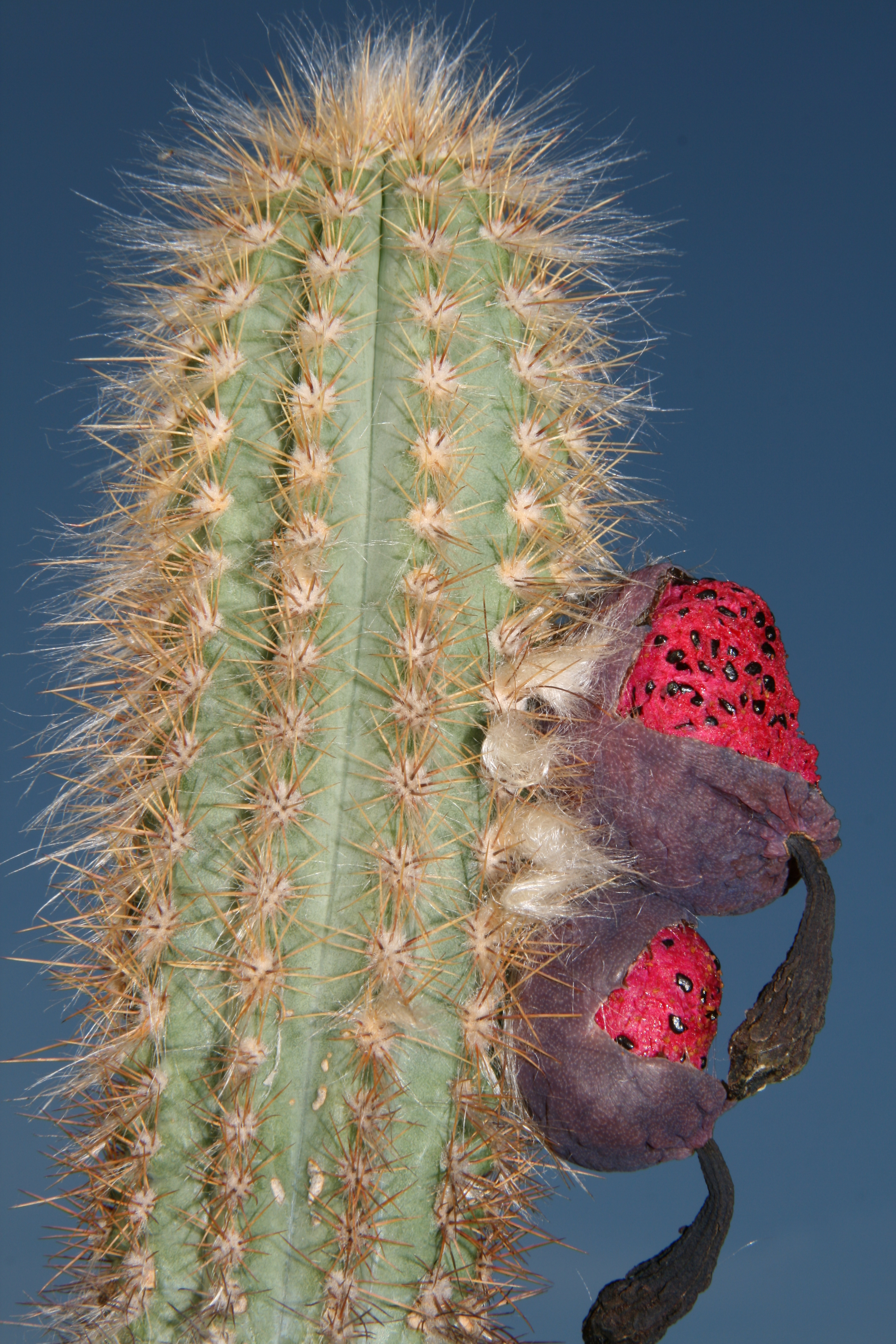
Früchte an Pilosocereus goianus

Pilosocereus goianus ist eine Pflanzenart in der Gattung Pilosocereus aus der Familie der Kakteengewächse (Cactaceae). Das Artepitheton goianus bezieht sich auf den Bundesstaat Goiás.

## Beschreibung
Pilosocereus goianus wächst strauchig, verzweigt an der Basis oder bildet einen kurzen Stamm, ist dann kandelaberartig und erreicht Wuchshöhen von bis zu 2,8 Metern. Die aufrechten oder basal aufwärtsgebogenen gräulich grünen Triebe weisen Durchmesser von 6,5 bis 11 Zentimetern auf. Es sind 13 bis 15 niedrige Rippen vorhanden. Die zunächst hellfilzigen Areolen sind später dunkelgrau. Sie stehen 6 bis 11 Millimeter auseinander. Die 26 bis 40 Dornen sind nadelig und stechend. Die 12 bis 16 abstehenden Mitteldornen stehen in zwei geringfügig unterschiedenen Reihen. Die äußeren Dornen sind bis zu 2,1 Zentimeter lang, die inneren sind kräftiger und bis zu 3,4 Zentimeter lang. Die bis zu 30 Randdornen sind sehr unterschiedlich lang (1,5–13 Millimeter). Die blühfähigen Areolen sind auf den Trieben zerstreut. Aus ihnen entspringt ein Büschel bis zu 2,6 Zentimeter langer, hellockerfarbener Haare, die später silbergrau werden.
Die glocken- bis trichterförmigen Blüten sind bis zu 4,8 Zentimeter lang und erreichen Durchmesser von 3 Zentimetern. Die Blütenröhre ist braun, die Blütenhüllblätter weiß. Die abgeflacht kugelförmigen, runzligen Früchte sind grünlich bis braun oder dunkelrot. Sie weisen Durchmesser von bis zu 4,2 Zentimetern auf und werden bis zu 3,2 Zentimeter hoch. Die Früchte enthalten ein dunkelrosafarbenes Fruchtfleisch.

## Verbreitung und Systematik
Pilosocereus goianus ist im Nordosten des brasilianischen Bundesstaates Goiás, überwiegend im Einzugsgebiet des Río Paraná, verbreitet. Sie wächst in Spalten von Kalkfelsen in Höhenlagen von 650 bis 700 Metern.
Die Erstbeschreibung wurde 2002 von Pierre Josef Braun (* 1959) und Eddie Esteves Pereira (* 1939) veröffentlicht.

## Nachweise